# Festival de la Canción de Eurovisión 2026
El Festival de la Canción de Eurovisión 2026 será la 70.ª edición del Festival de la Canción de Eurovisión. Organizado por la Unión Europea de Radiodifusión (UER) y la emisora anfitriona Österreichischer Rundfunk (ORF) tras la victoria de Austria en la edición de 2025 con la canción «Wasted Love» de JJ, que recibió un total de 436 puntos. Por tercera vez, Viena será la sede del concurso, tras la edición de 1967 y la de 2015, ambas celebradas en la misma ciudad.

## Organización

### Sede del festival

Wiener Stadthalle, recinto de la edición de 2026.

El 20 de agosto de 2025, la UER y la ORF anunciaron Viena como ciudad anfitriona. El recinto escogido es el Wiener Stadthalle, con capacidad para 16 000 personas y que sirve como espacio multiusos. Este recinto ya fue utilizado para albergar el Festival de la Canción de Eurovisión 2015.

#### Candidaturas oficiales y fase de licitación
Diferentes ciudades de Austria mostraron su interés en presentar su candidatura para albergar el festival. Viena, la capital del país que ya fue sede del festival en 2015, propuso nuevamente el Wiener Stadthalle. La ciudad tirolesa Innsbruck propuso el OlympiaWorld Innsbruck como recinto candidato. Graz, la segunda ciudad más grande de Austria propuso el Stadhalle Graz. Las ciudades de Wels y Linz quisieron presentar una candidatura conjunta que incluiría la construcción de un recinto, ya que no disponen de ello, y sería construido en Welz, mientras que Linz se ofreció para ayudar en la capacidad hotelera. Oberwart, a pesar de ser una ciudad más pequeña, expresó su interés en ser sede del festival, concretamente en el Messe Oberwart. Por último, St. Pölten, la capital del estado de Baja Austria propuso el VAZ St. Pölten como recinto para el evento.
El 14 de julio de 2025 se anunció que las dos ciudades candidatas para albergar el festival fueron Innsbruck y Viena. Finalmente, el 20 de agosto, la UER y la ORF anunciaron Viena como ciudad anfitriona.
| Ciudad     | Sede                   | Notas                                                       | Ref   |
| ---------- | ---------------------- | ----------------------------------------------------------- | ----- |
| Viena      | Wiener Stadthalle      | Sede de Eurovisión en 2015. Capacidad para 16.000 personas. | [ 4 ] |
| Innsbruck  | OlympiaWorld Innsbruck | Capacidad para 12.000 personas.                             | [ 5 ] |
| Graz       | Stadhalle Graz         | Capacidad para 11.000 personas.                             | [ 6 ] |
| Wels/Linz  | Por construir          | –                                                           | [ 7 ] |
| Oberwart   | Messe Oberwart         | Capacidad para 6.000 personas.                              | [ 8 ] |
| St. Pölten | VAZ St. Pölten         | Capacidad para 13.000 personas.                             |       |

     Ciudad sede
     Ciudad finalista 
     Ciudad que no presentó finalmente candidatura oficial

### Rediseño del logotipo oficial

Logotipo del Festival de la Canción de Eurovisión desde 2026.

El 18 de agosto de 2025, la UER presentó un nuevo rediseño del logotipo del Festival de la Canción de Eurovisión, que acompañará al certamen en los próximos años. El diseño original se creó en 2004 y, aunque ha mantenido su esencia, ha sido objeto de varias actualizaciones, la última en 2015. Este cambio se debe a la celebración del 70 aniversario del festival.

## Países participantes
Para poder participar en el Festival de la Canción de Eurovisión, un país debe contar con una emisora nacional que sea miembro activo de la Unión Europea de Radiodifusión (UER), capaz de recibir la señal del certamen a través de la red de Eurovisión y de emitirlo en directo a nivel nacional. La UER envía invitaciones de participación a todos sus miembros activos.
Hasta junio de 2025, las emisoras de los siguientes países han confirmado públicamente su intención de participar en la próxima edición:

### Canciones y selección
| País y TV             | Título original de la canción | Artista | Proceso y fecha de selección             | Refs.         |
| País y TV             | Traducción al español         | Idiomas | Proceso y fecha de selección             | Refs.         |
| --------------------- | ----------------------------- | ------- | ---------------------------------------- | ------------- |
| Albania RTSH          | -                             | -       | Festivali i Këngës 64 ??-12-2025         | [ 10 ]        |
| Albania RTSH          | -                             | -       | Festivali i Këngës 64 ??-12-2025         | [ 10 ]        |
| Alemania SWR          | -                             | -       |                                          | [ 11 ]        |
| Alemania SWR          | -                             | -       |                                          | [ 11 ]        |
| Austria ORF           | -                             | -       | Preselección nacional ??-02-2026         | [ 12 ] [ 13 ] |
| Austria ORF           | -                             | -       | Preselección nacional ??-02-2026         | [ 12 ] [ 13 ] |
| Chipre CyBC           | -                             | -       | Elección interna ??-??-2026              | [ 14 ]        |
| Chipre CyBC           | -                             | -       | Elección interna ??-??-2026              | [ 14 ]        |
| Dinamarca DR          | -                             | -       | Dansk Melodi Grand Prix 14-02-2026       | [ 15 ]        |
| Dinamarca DR          | -                             | -       | Dansk Melodi Grand Prix 14-02-2026       | [ 15 ]        |
| España RTVE           | -                             | -       | Benidorm Fest 2026 14-02-2026            |               |
| España RTVE           | -                             | -       | Benidorm Fest 2026 14-02-2026            |               |
| Finlandia Yle         | -                             | -       | UMK 28-02-2026                           | [ 16 ]        |
| Finlandia Yle         | -                             | -       | UMK 28-02-2026                           | [ 16 ]        |
| Grecia ERT            | -                             | -       | Ethnikós Telikós ??-??-2026              | [ 17 ]        |
| Grecia ERT            | -                             | -       | Ethnikós Telikós ??-??-2026              | [ 17 ]        |
| Letonia LSM           | -                             | -       | Supernova 2026 14-02-2026                | [ 18 ]        |
| Letonia LSM           | -                             | -       | Supernova 2026 14-02-2026                | [ 18 ]        |
| Lituania LRT          | -                             | -       | Eurovizija.LT 27-02-2026                 | [ 19 ]        |
| Lituania LRT          | -                             | -       | Eurovizija.LT 27-02-2026                 | [ 19 ]        |
| Luxemburgo RTL        | -                             | -       | Luxembourg Song Contest 24-01-2026       | [ 20 ] [ 21 ] |
| Luxemburgo RTL        | -                             | -       | Luxembourg Song Contest 24-01-2026       | [ 20 ] [ 21 ] |
| Malta PBS             | -                             | -       | Malta Eurovision Song Contest ??-??-2026 | [ 22 ]        |
| Malta PBS             | -                             | -       | Malta Eurovision Song Contest ??-??-2026 | [ 22 ]        |
| Noruega NRK           | -                             | -       | Melodi Grand Prix 2026 ??-??-2026        | [ 23 ]        |
| Noruega NRK           | -                             | -       | Melodi Grand Prix 2026 ??-??-2026        | [ 23 ]        |
| Países Bajos AVROTROS | -                             | -       | Elección interna                         | [ 24 ]        |
| Países Bajos AVROTROS | -                             | -       | Elección interna                         | [ 24 ]        |
| Reino Unido BBC       | -                             | -       |                                          | [ 25 ]        |
| Reino Unido BBC       | -                             | -       |                                          | [ 25 ]        |
| Serbia RTS            | -                             | -       |                                          | [ 26 ]        |
| Serbia RTS            | -                             | -       |                                          | [ 26 ]        |
| Suecia SVT            | -                             | -       | Melodifestivalen 2026 ??-??-2026         |               |
| Suecia SVT            | -                             | -       | Melodifestivalen 2026 ??-??-2026         |               |
| Suiza SRG SSR         | -                             | -       | Elección interna                         | [ 27 ]        |
| Suiza SRG SSR         | -                             | -       | Elección interna                         | [ 27 ]        |

### Información sobre la participación de los países

#### Países que no participan
- Andorra – El 4 de febrero de 2025, la emisora catalana RAC 1 informó que TV3 estaba en conversaciones con la emisora andorrana RTVA por una propuesta de colaboración para un posible regreso del país al concurso en 2026.[28] Según informes, se propuso que el programa de talentos musicales Eufòria de TV3 se utilizara para seleccionar al representante de Andorra en Eurovisión.[29] TV3 ya había trabajado con RTVA para seleccionar a un representante para su primera participación en el concurso en 2004. El 26 de mayo de 2025 finalmente, RTVA confirmó que no participaría en 2026 y que no colaboraría con TV3 para un posible regreso.[30] Andorra participó por última vez en 2009.
- Bosnia y Herzegovina - El 13 de mayo de 2025, la exjefa de la delegación bosnia, Lejla Babović, concedió una entrevista en la que explicó las razones por las que la emisora bosnia BHRT aún no puede regresar al concurso. Sin embargo, Babović afirmó que existe la posibilidad de un regreso en 2026, afirmando: «Si saldamos la deuda para noviembre (de 2025) y empezamos a trabajar seriamente en la participación, podremos regresar en 2026, pero se requiere el esfuerzo de BHRT, del estado, de los patrocinadores y de la gente para elegir la canción adecuada y volver como competidores serios». Finalmente el 9 de julio, BHRT confirmó la no participación del país balcánico en la edición de 2026.[31] Bosnia y Herzegovina participó por última vez en 2016.[32]
- Eslovaquia - El 26 de julio de 2025 la radiodifusora eslovaca RTVS confirmó que no participaría en el festival de 2026.[33]La emisora explicó que cuenta con un presupuesto limitado y que el coste de la participación supera los ingresos potenciales que podría generar. La emisora se mantiene abierta a reconsiderar su participación en el Festival de la Canción de Eurovisión si se produjera un cambio en las circunstancias de RTVS. Eslovaquia participó por última vez en 2012.

#### Otros países
- Eslovenia - El 9 de marzo de 2024, Mario Galunič, editor de la emisora eslovena RTVSLO, redactó un documento, uno de cuyos puntos era un plan para volver a seleccionar las candidaturas eslovenas para Eurovisión a través de la final nacional EMA de 2025 a 2028. El 26 de mayo de 2025, RTVSLO declaró que la directora de la emisora, Ksenija Horvat, se había puesto en contacto con la UER y que reconsideraría su participación en el concurso si el sindicato no respondía adecuadamente a las preocupaciones en torno a la «transparencia de la votación», en referencia a la victoria de Israel en el televoto en 2025.[34]
- Kazajistán - Se ha abordado la participación de Kazajistán en el Festival de la Canción de Eurovisión 2026, con motivo del 70.º aniversario de la creación del festival. Pese a la no pertenencia de Khabar Agency en la UER, se trata de un miembro asociado a la corporación paneuropea, su inclusión en el festival está sobre la mesa para la edición venidera. Kemelbek Oishybaev, presidente de la Junta Directiva de la Khabar Agency abordó el debut con Noel Curran, actual director general de la UER.El directivo kazajo aseguró que Curran estuvo receptivo a debatir este asunto y afirmó que tratarán este tema en la próxima reunión de la UER, por lo que su participación podría estar cada vez más cerca.[35] La participación de Kazajistán en Eurovisión 2026 a modo de invitación tomaría como precedente la participación de Australia desde el sexagésimo aniversario del festival, por lo que no sería una decisión inédita por parte de la UER el invitar a un miembro asociado. Aun así, su inclusión está en el aire para el próximo festival.[36][37] Kazajistán nunca ha participado en el Festival de Eurovisión.
- Macedonia del Norte - El 7 de noviembre de 2024, el periódico macedonio Fokus informó que un empleado de la emisora macedonia MRT admitió anónimamente en una entrevista que la dirección de la emisora está convencida de la necesidad de un nuevo formato de selección que se ajuste a los estándares cada vez más exigentes de Eurovisión. También aseguró que la emisora macedonia está haciendo todo lo posible para garantizar la participación del país al mismo nivel, incluso en el concurso de 2026.[38] El 16 de mayo de 2025, la periodista macedonia Aleksandra Jovanovska (quien también formó parte de la delegación macedonia hasta la última participación del país en el concurso y fue comentarista del concurso para MRT en 2009, 2020, 2023, 2024 y 2025) concedió una entrevista al programa Makedonija nautro de MRT, en la que afirmó que la radiodifusora sigue interesada en regresar. También admitió que varios artistas ya habían expresado su disposición a representar al país en el concurso si este regresa, pero que el mayor problema actualmente es la falta de un formato de selección adecuado, y que el festival MakFest no podría cumplir esta función, ya que «el nivel de las canciones en este evento se aleja del nivel del panorama europeo e internacional». Otro problema mencionado es el coste de la participación; Jovanovska señaló como ejemplos los fondos necesarios para la puesta en escena, la pirotecnia, la iluminación y el pago de los directores de escena.[39] Macedonia del Norte participó por última vez en 2022.